# Alexandre Audouze-Tabourin
Pour les articles homonymes, voir Audouze et Tabourin.
Alexandre Audouze-Tabourin, né Alexandre Auguste Marius Audouze, le 31 janvier 1908 à Lyon 3ème, et mort le 2 juin 1997 à Bron, est un architecte français. Appartenant à la Fraternité Saint-Dominique, il devient diacre de la ville de Lyon en 1970.

## Études
Après avoir été élève du lycée Ampère, il étudie aux beaux-arts de Lyon puis aux beaux-arts de Paris et à l'institut d'urbanisme en 1926. Il a également étudié le droit civil à l'université de Lyon.

## Carrière
Il a conçu plus de trois cents édifices en région Rhône-Alpes. Les réalisations les plus connues sont les suivantes :
- piscine du Rhône (1961-1965)[2] ;
- stade Vuillermet[2] ;
- monument Henri-Desgrange au col du Galibier (1949)[2],[3].

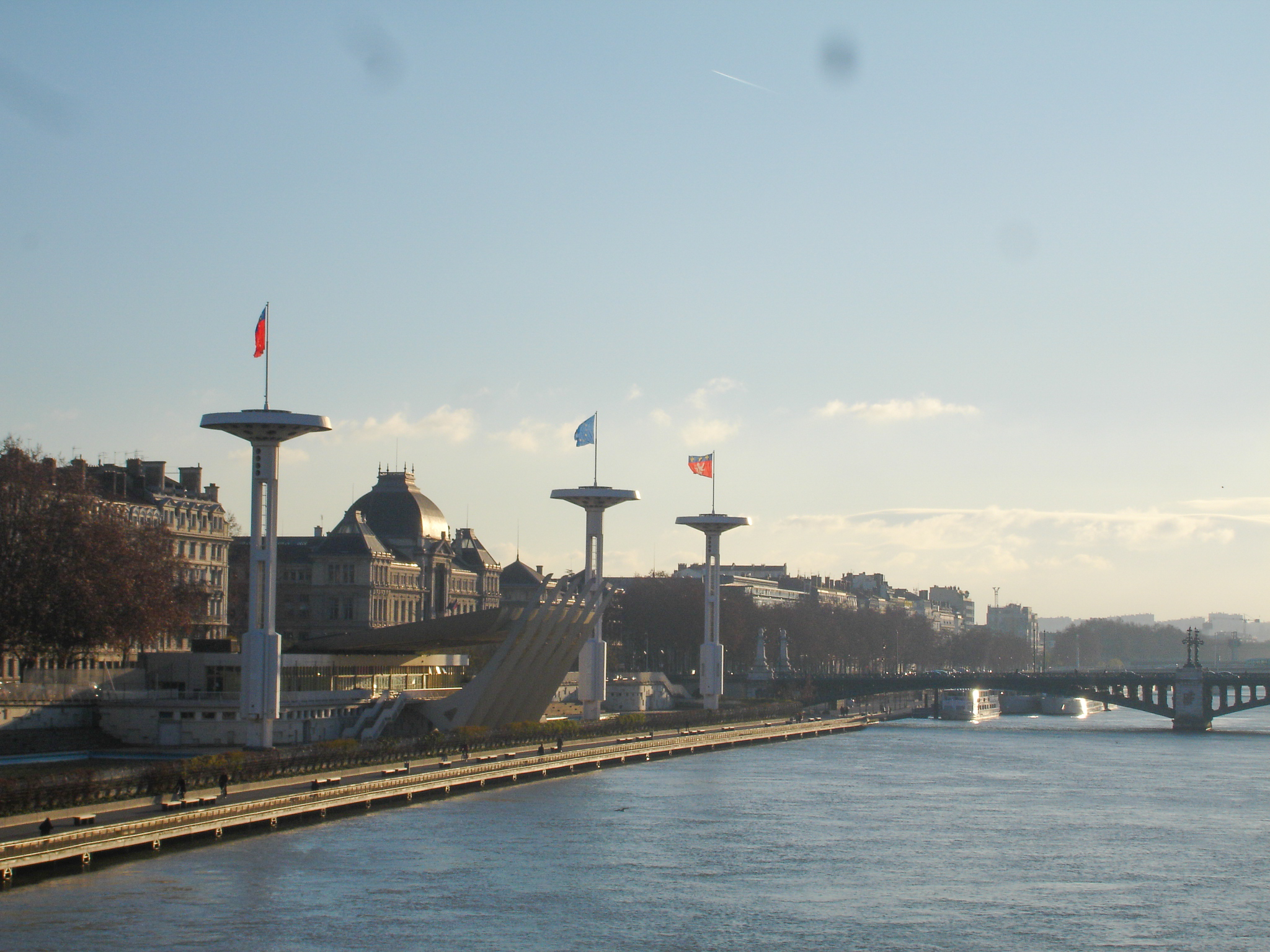
Piscine du Rhône.
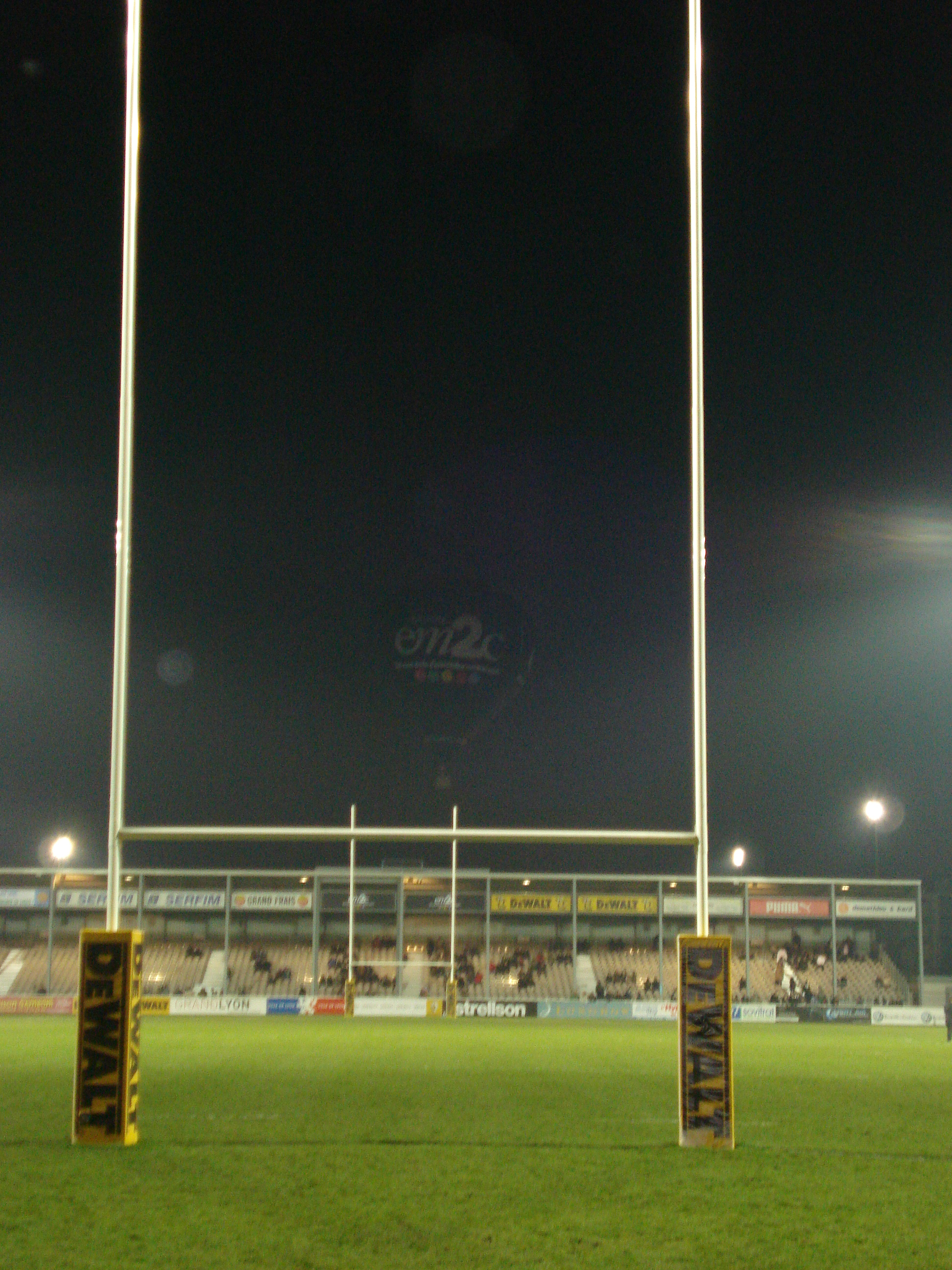
Stade Vuillermet.
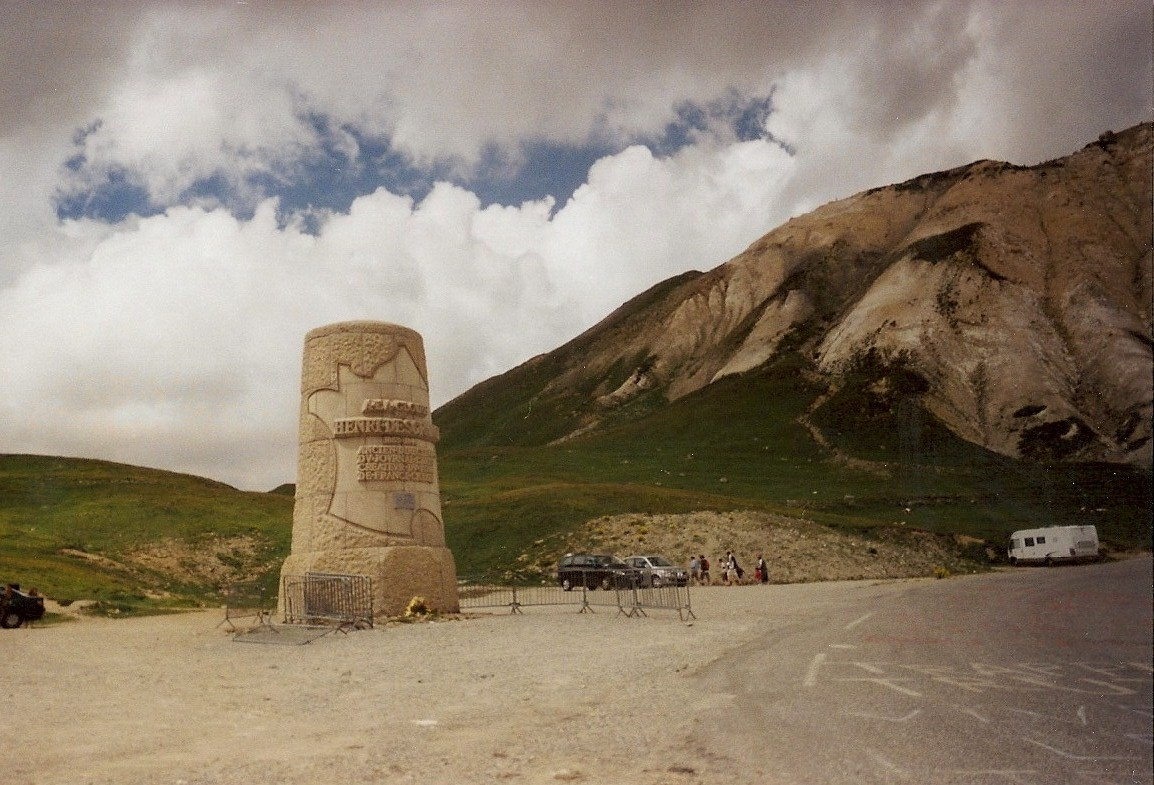
Monument Henri-Desgrange.